# Abbots Bromley
Abbots Bromley est un village et une paroisse civile du Staffordshire, en Angleterre. Il est situé dans l'est du comté, à 18 km au nord de la ville de Lichfield. Administrativement, il relève du district d'East Staffordshire.
Le village est célèbre pour la Abbots Bromley Horn Dance, une danse du cerf qui prend place tous les ans et attire de nombreux touristes.

## Géographie
Abbots Bromley est un village des Midlands de l'Ouest. Il se trouve dans l'est du comté du Staffordshire, au nord de Birmingham, au sud-est de Stoke-on-Trent et au sud-ouest de Nottingham.
La paroisse civile d'Abbots Bromley comprend Bagot's Wood, une zone boisée qui constitue le vestige le plus étendu de la forêt ancienne de Needwood (en). À l'ouest, la paroisse civile est bordée par la rivière Blithe (en), un affluent de la Trent, et par le réservoir de Blithfield (en), un lac de retenue formé par un barrage sur la Blithe.

## Toponymie
Le toponyme Bromley provient du vieil anglais et désigne une clairière (lēah) où poussent des genêts (brōm). Il est attesté sous la forme Bromleage en 1002. Dans le Domesday Book, compilé en 1086, le village figure sous le nom Brunlege. L'élément Abbots, ajouté ultérieurement, signale son appartenance à l'abbaye de Burton. Il permet de le distinguer du village de Kings Bromley, à quelques kilomètres au sud, qui est quant à lui propriété du roi d'Angleterre.

## Histoire
Les populations celtiques des Cornovii s'installent dans la région d'Abbots Bromley. Leur dénomination fait référence au dieu Cernunnos. Un folklore local pratiquant des danses avec des bois sur la tête est encore pratiquée aujourd'hui.
La première mention écrite de Bromley semble être une charte de 942 par laquelle le roi Edmond Ier accorde à un certain Wulfsige, dit « le Noir » (maurus), un certain nombre de domaines, parmi lesquels celui de Bromleg. Quelques années plus tard, le thegn Wulfric Spot, qui pourrait être le petit-fils de Wulfsige par sa mère Wulfrun, dresse dans son testament (établi entre 1002 et 1004) par lequel il lègue Bromley à l'abbaye de Burton. Le domaine est toujours en possession des moines de Burton au moment de la compilation du Domesday Book, à la fin du règne de Guillaume le Conquérant. Situé dans le hundred de Pirehill (en), il compte seulement 3 feux en 1086 et sa valeur est estimée à 1 livre.
L'abbaye de Burton disparaît en 1545 dans le cadre de la dissolution des monastères ordonnée par le roi Henri VIII. Le village d'Abbots Bromley revient alors au secrétaire d'État William Paget et commence à être appelée Paget's Bromley, un nom qui finit par tomber en désuétude.

## Démographie
Au recensement de 2011, la paroisse civile d'Abbots Bromley comptait 1 779 habitants.
| Année      | 1801  | 1811  | 1821  | 1831  | 1841  | 1851  | 1881  | 1891  | 1901  | 1911  | 1921  | 1931  | 1951  | 1961  | 2011  |
| Population | 1 318 | 1 539 | 1 533 | 1 621 | 1 508 | 1 563 | 1 460 | 1 411 | 1 318 | 1 467 | 1 516 | 1 075 | 1 188 | 1 071 | 1 779 |

## Culture locale et patrimoine

### Lieux et monuments
L'église paroissiale d'Abbots Bromley est dédiée à saint Nicolas. Fondée vers 1300, elle reçoit une claire-voie au début du XVIe siècle. Sa tour ouest s'effondre le 23 novembre 1698 et elle est reconstruite quelques années plus tard. L'église est restaurée par l'architecte George Edmund Street entre 1852 et 1855. Elle constitue un monument classé de Grade II* depuis 1966.
Le village comprend deux autres monuments classés de Grade II* : Church House, une maison à colombages de 1619 restaurée au milieu du XXe siècle, et la Butter Cross, marché couvert de forme hexagonale probablement érigé au XVIIe siècle.

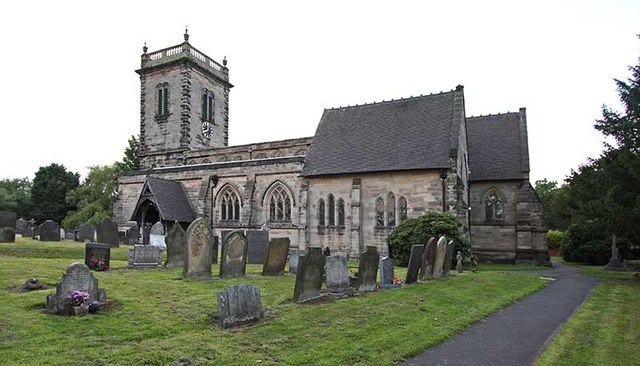
L'église Saint-Nicolas.
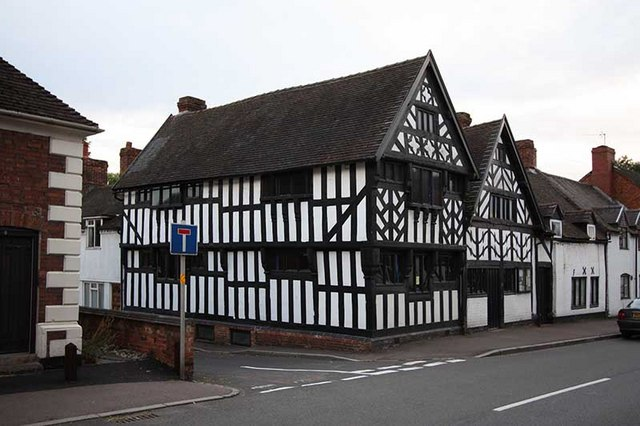
Church House.
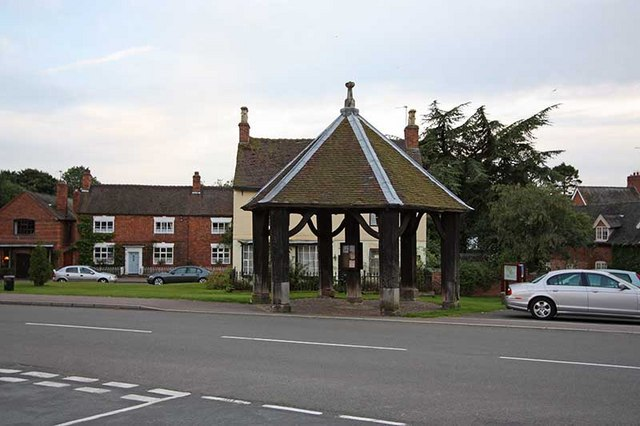
La Butter Cross.

### Personnalités liées
- L'écrivain Henry Francis Cary (1772-1844) est vicaire d'Abbots Bromley de 1796 à sa mort[11].
- Alice Mary Coleridge (en) fonde en 1874 une école pour filles à Abbots Bromley[12]. La Abbots Bromley School (en) ferme en 2019, après avoir vu passer parmi ses élèves la chanteuse galloise Helen Watts (1927-2009), entre autres[13].
- Le présentateur de télévision Phil Drabble (en) (1914-2007), originaire du Black Country, a passé une grande partie de sa vie à Abbots Bromley. Il rachète en 1963 Goat Lodge, une ancienne maison de campagne située près de Bagot's Wood qu'il transforme en réserve naturelle. Ce domaine est protégé comme site d'intérêt scientifique particulier depuis 1991[14].
- Le chimiste Philip Lawley (en) (1927-2011) est né à Abbots Bromley.

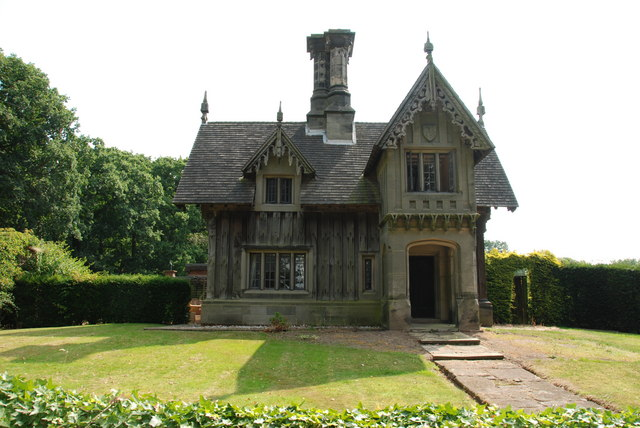
Goat Lodge.
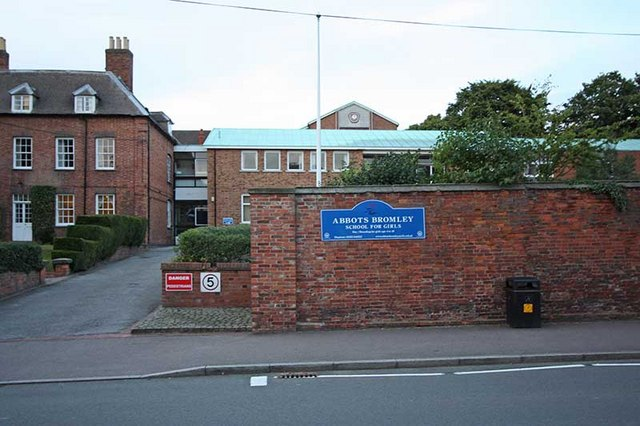
L'entrée de la Abbot Bromley School en 2008.

### La Abbots Bromley Horn Dance
Chaque année, les habitants d'Abbots Bromley organisent une danse du cerf le lundi qui suit le premier dimanche après le 4 septembre. Cette coutume est attestée depuis la fin du XVIIe siècle, mais elle est vraisemblablement antérieure. Elle implique une dizaine de danseurs, dont six sont coiffés de bois de rennes tandis que d'autres sont déguisés en bouffon, en Belle Marianne, en archer et en hobby horse (en). Accompagnés d'un musicien, les danseurs décrivent un circuit à travers le village avant de ramener les bois de renne à l'église paroissiale à la fin de la journée.
Cette cérémonie est considérée comme un potentiel vestige du culte dédié à Cernunnos.

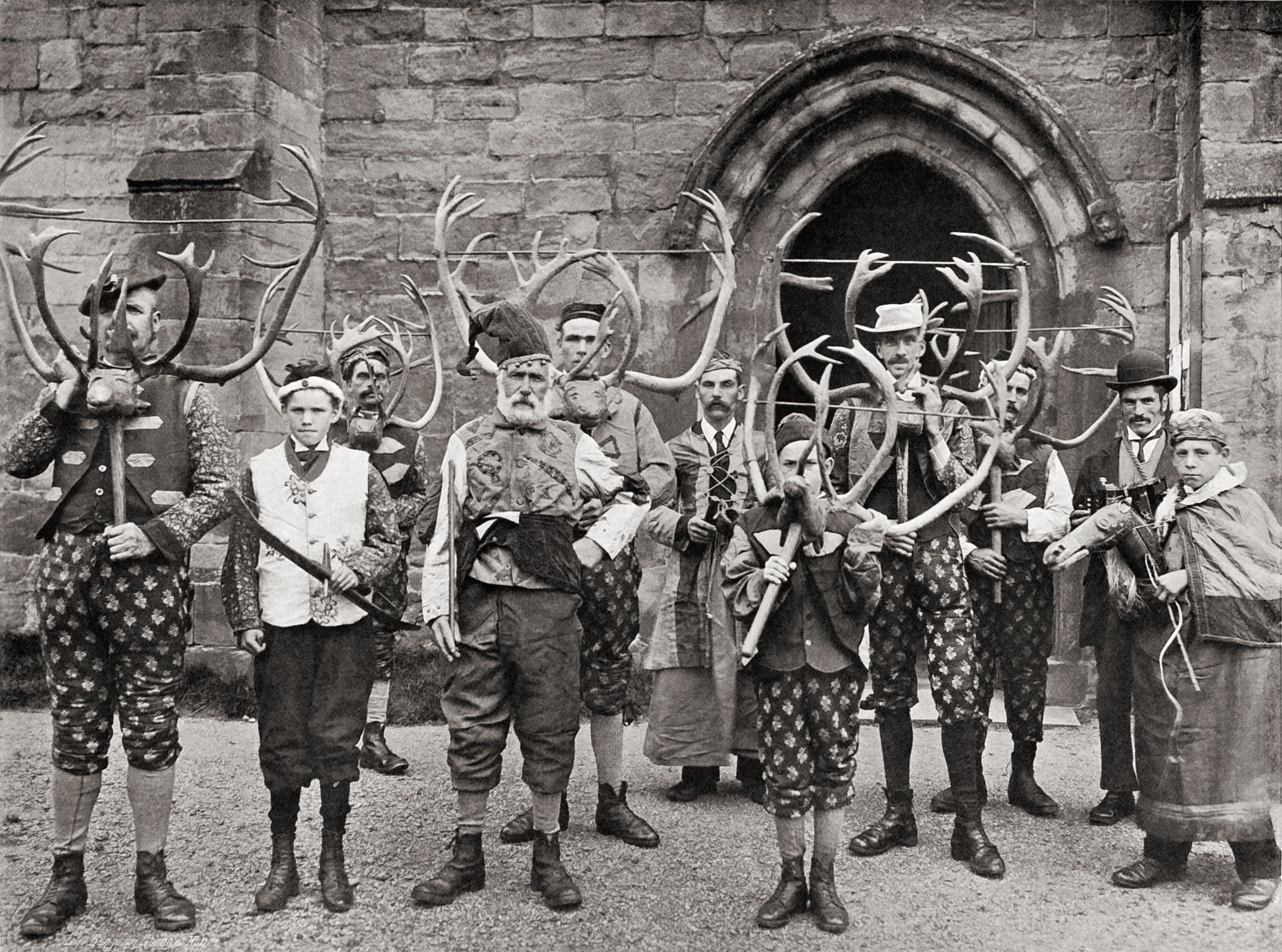
Vers 1900 (photo de John Benjamin Stone).
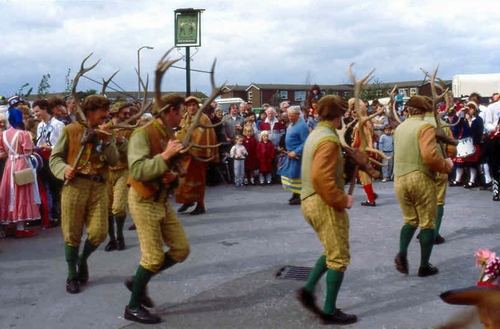
En 1985.
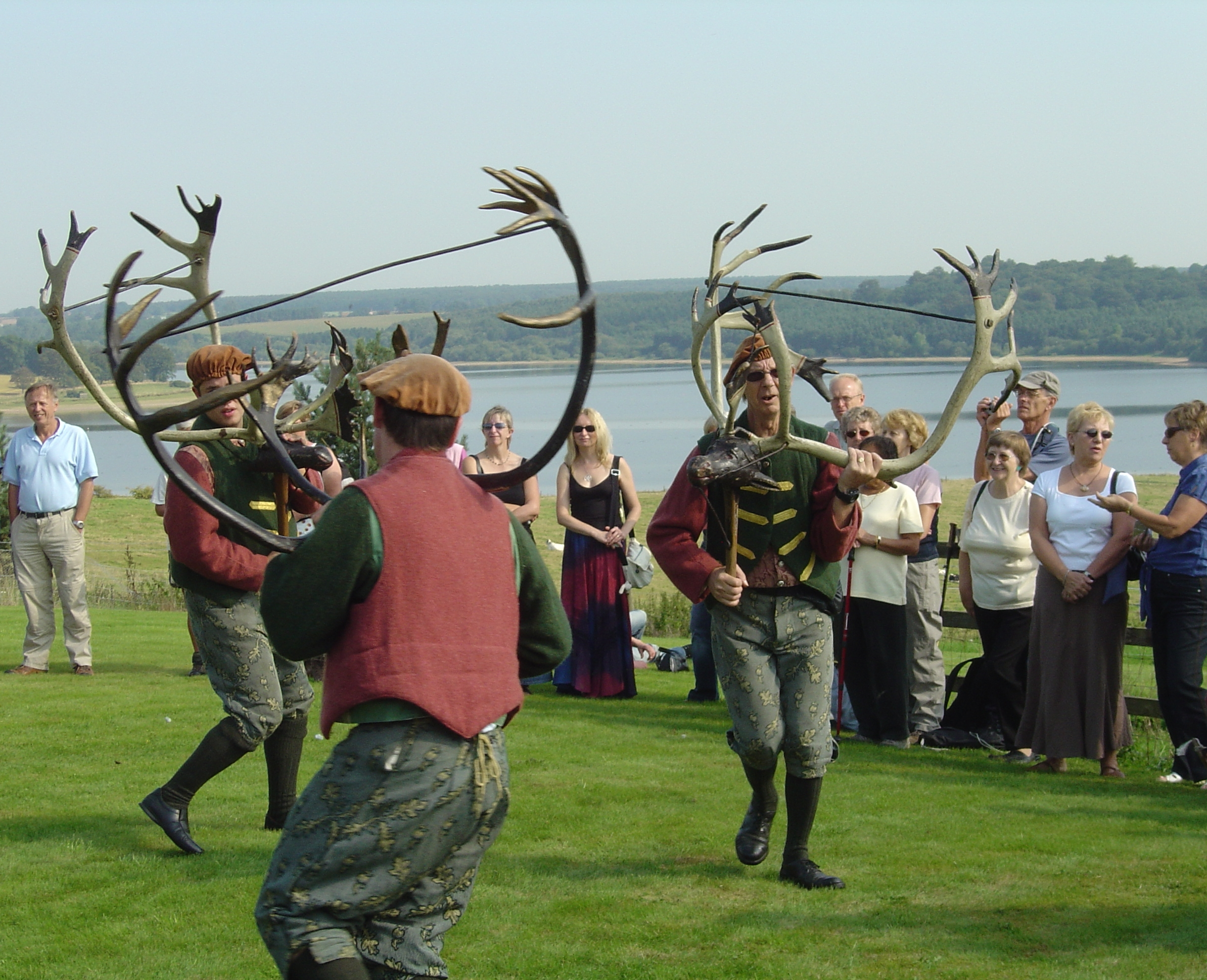
En 2006.